# Mauro Covacich
Mauro Covacich (Trieste, 1965) é um escritor italiano.
Começou sua carreira literária em 1993 com o romance Storie di pazzi e di normali. É colaborador do jornal Corriere della Sera e de outros periódicos, tendo também realizado para a Rai alguns radiodocumentários e o radiodrama Safari.

## Obras
- Colpo di Lama (Neri Pozza, 1995)
- Mal d'autobus (Tropea 1997)
- Anomalie (Mondadori, 1998-2001)
- La poetica dell'Unabomber (Theoria, 1999)
- L'amore contro (Mondadori, 2001)
- A perdifiato (Mondadori, 2003)
- Fiona (Einaudi, 2005)
- Trieste sottosopra. Quindici passeggiate nella città del vento (Laterza, 2006)
- Prima di sparire (Einaudi, 2008)